# 丁雪松

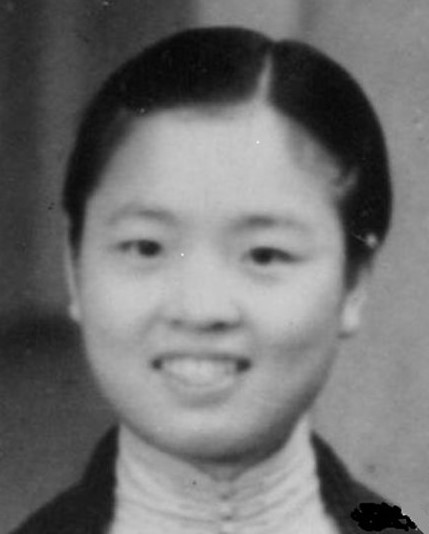
丁雪松 (1936)

丁雪松（1918年—2011年5月29日），四川省重庆巴县木洞镇人，中华人民共和国政治人物、外交官，是中华人民共和国第一位女大使，也是作曲家郑律成的夫人。

## 生平

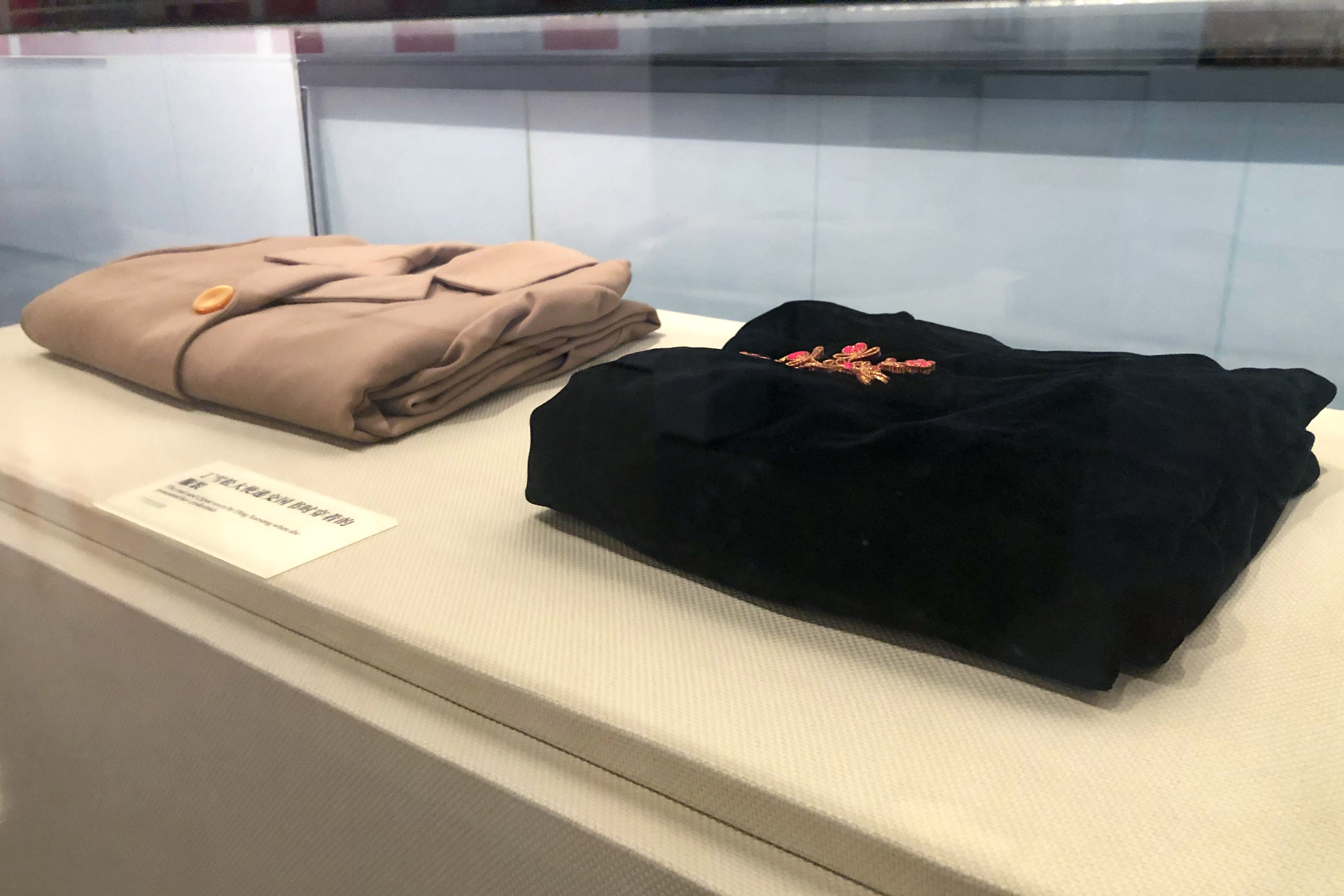
丁雪松大使递交国书时所穿的大衣与旗袍，现藏于中国妇女儿童博物馆5层

毕业于重庆文德女中、重庆四川省立女子职业学校，后供职于重庆平民银行。1937年11月，经漆鲁鱼介绍，参加中国共产党。之后，自重庆出发，经成都、西安去延安。1938年1月，到达延安，入抗日军政大学第三期第二大队女生队学习。1939年7月，中国女子大学开学，入高级研究班学习，任学生会副主席。1941年10月，奉调回延安参加陕甘宁边区参议会筹备工作，年底调陕甘宁边区政府副主席李鼎铭处任秘书。1941年12月，与郑律成结婚。
1947年，任朝鲜劳动党中央侨务委员会秘书长。1948年，任北朝鲜华侨联合总会委员长、东北行政委员会驻平壤商务代表。
1949年9月15日奉命筹建新华社平壤分社，1950年初任平壤分社社长，同年9月奉调回国。1951年，调中共中央对外联络部，任朝鲜处代处长。1952年，调中共中央国际活动指导委员会，任办公室主任。1971年，调中国人民对外友好协会任秘书长，后任副会长。1979年，接替陈辛仁，担任中华人民共和国驻荷兰大使，成为中华人民共和国第一位女大使，荷兰传媒报道其赴任时特别指出“老式的毛服被精细的中国丝绸代替了”。1981年，中荷关系降为代办级，丁雪松不再返馆，最终由郭洁接任，并担任驻荷兰代办处代办职务（后于1984年2月1日恢复大使级升任大使）。1982年，接替秦加林担任中华人民共和国驻丹麦大使。1984年，由陈鲁直接任。1994年退休，2007年将1984年丹麦外交大臣赠予的玛格丽特二世登基十周年纪念瓷钵等10件文物捐赠给中国妇女儿童博物馆。2011年去世。

## 家庭
- 夫：郑律成
- 女：郑小提